# Lex van Haeften
Lex van Haeften (26 juni 1987) is een voormalig Nederlands profvoetballer die als doelman speelde. Hij kwam uit voor Excelsior.

## Voetbalcarrière
| seizoen         | club            | land            | competitie      | wed. | goals |
| --------------- | --------------- | --------------- | --------------- | ---- | ----- |
| 2007/08         | Excelsior       | Nederland       | Eredivisie      | 0    | 0     |
| 2008/09         | Excelsior       | Nederland       | Eerste Divisie  | 0    | 0     |
| 2009/10         | Excelsior       | Nederland       | Eerste Divisie  | 1    | 0     |
| 2010/11         | Excelsior       | Nederland       | Eredivisie      | 1    | 0     |
| Carrière totaal | Carrière totaal | Carrière totaal | Carrière totaal | 2    | 0     |